# Conclave de 2005
Como resultado da morte do Papa João Paulo II em 2 de abril de 2005, foi organizado o Conclave de 2005, o primeiro do século XXI no qual o 265º Papa de acordo com o Vaticano seria eleito na Igreja Católica Romana. De acordo com a lei canônica o processo de eleição deve começar entre 15 a 20 dias após a morte do último Papa (neste caso entre 17 e 22 de abril). O Colégio de Cardeais anunciou que este conclave começaria na segunda-feira, 18 de abril de 2005. Após quatro votações, em 19 de abril de 2005 os cardeais elegeram como papa o alemão Joseph Ratzinger, de 78 anos, que escolheu por nome Bento XVI.

## Processo de eleição do Papa
Um conclave é o processo pelo qual o Colégio de Cardeais escolhe um novo papa. Foi a primeira eleição papal sujeita às regras definidas no documento Universi Dominici Gregis, uma constituição apostólica de 1996. Com a morte de João Paulo II em 2 de abril de 2005, havia 117 cardeais abaixo da idade de 80. O último papa criou um outro cardeal secretamente (in pectore) em 2003, mas sua identidade e idade nunca foram reveladas: a menos que João Paulo II tivesse revelado o nome de seu cardeal in pectore publicamente antes de falecer, a indicação torna-se inválida e ele não poderá votar para o novo papa. Em declaração no dia 5 de abril o porta-voz do último papa Joaquin Navarro-Valls confirmou que João Paulo II deixou de fato algum tipo de testamento para ser revelado após sua morte, mas em outra declaração em 6 de abril, Navarro-Valls disse que os cardeais leram o testamento de 15 páginas de João Paulo II durante um encontro pré-conclave e não continha o nome do cardeal in pectore, de qualquer modo a data já tinha expirado em 2 de abril.
A Universi Domenici Gregis, quebrando a tradição, diz que os cardeais não ficarão trancados na Capela Sistina por todo o conclave; mas diz que, enquanto estiverem pelo Vaticano fora de sessão, eles não terão acesso à televisão, rádio ou telefone durante o processo de eleição. Os cardeais ficarão na nova Casa de Santa Marta, distante 300 metros da Capela Sistina.
Todos, exceto três dos eleitores, foram escolhidos por João Paulo II. Foi por decreto do Papa Paulo VI em 1971 que os cardeais com mais de 80 anos de idade no início do conclave não poderiam votar para papa, uma regra modificada por João Paulo II em 1996 para especificar que agora são cardeais com mais de 80 anos de idade assim que o papa falece. Paulo VI também limitou o número máximo de cardeais eleitores para 120, mas João Paulo II não obedeceu a este limite ao elevar cardeais. No total são atualmente 183 cardeais (não contando o cardeal in pectore), todos apontados por João Paulo II (exceto 14 destes).
Os Cardeais eleitores vieram de pouco mais de 50 nações (pequeno aumento das 49 representadas em 1978) de todo o mundo, onde cerca de 30 possuem apenas um representante. Os eleitores italianos eram os mais numerosos com 20, seguido pelos Estados Unidos com 11. Este foi o maior número de cardeais a entrar em um conclave, sendo que cada um dos dois conclaves de 1978 possuía 111 eleitores presentes.
| ELEITORES | 117 |
| --------- | --- |
| Ausentes  | 2   |
| Presentes | 115 |
| Europa    | 58  |
| América   | 35  |
| África    | 11  |
| Ásia      | 11  |
| Oceania   | 2   |

Brasão pontifício de Bento XVI.

Brasão do Camerlengo no Conclave de 2005.

Eleitores por país (ver lista completa):
- 20 eleitores: Itália / Vaticano
- 11 eleitores: Estados Unidos
- 6 eleitores: Alemanha, Espanha
- 5 eleitores: França
- 4 eleitores: Brasil, México, Polônia
- 3 eleitores: Canadá, Colômbia, Índia
- 2 eleitores: Chile, Hungria, Japão, Nigéria, Filipinas, Portugal, Ucrânia, Reino Unido
- 1 eleitor: África do Sul, Argentina, Austrália, Áustria, Bélgica, Bolívia, Bósnia e Herzegovina, Camarões, Croácia, Costa do Marfim, Cuba, Gana, Guatemala, Honduras, Indonésia, Irlanda, Letônia, Lituânia, Madagascar, Nicarágua, Nova Zelândia, Países Baixos, Peru, República Checa, República Democrática do Congo, República Dominicana, Sudão, Suíça, Síria, Tanzânia, Tailândia, Uganda, Vietnã

## Tendências do conclave

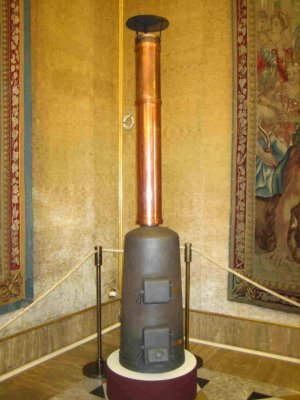
A chaminé e o incinerador utilizados na Capela Sistina durante o Conclave de 2005 para queima dos votos.

Após um longo pontificado, o conclave seleciona muitas vezes um papa mais velho, que é designado para liderar um pontificado curto, um período de transição. Um dos mais especulados papabile foi Joseph Ratzinger, que completou 78 anos pouco antes da abertura do conclave, e foi eleito Papa com o nome de Bento XVI à quarta votação, em 19 de Abril.
Ratzinger é um conservador social alemão e um dos mais próximos a João Paulo II. Favorecido por aqueles cardeais que querem preservar o conservadorismo de João Paulo II, vinha sendo descrito por seus apoiantes como o "Papa em espera", apesar disso poder contar contra ele entre seus colegas Cardeais. Outros acreditaram que seria mais um "responsável-mor" pela escolha do novo Papa, influenciando a decisão dos outros cardeais, do que ele próprio ser eleito (um cardeal que busca a vitória de um candidato específico com sucesso é às vezes definido como o grande eleitor de um conclave).
Às vezes o novo papa eleito tem um contraste dramático com seu predecessor. Por exemplo, o controverso Papa Pio IX (1846 - 1878), um "populista que virou conservador", foi sucedido pelo diplomata aristocrata Papa Leão XIII (1878 - 1903), que foi sucedido pelo Papa Pio X (1903 - 1914), de uma humilde família italiana.

## Especulações sobre o conclave de 2005
Havia especulações sobre quem poderia ser o novo papa desde 2001, e nomes de possíveis candidatos foram divulgados pela imprensa. Estes são não-oficialmente conhecidos como os papabile, uma palavra italiana cuja tradução seria algo como pode ser papa.
Especulações iniciais, antes de João Paulo II adoecer pela última vez e falecer, chamaram atenção ao fato de que das cinco nações com o maior número de católicos do mundo, apenas uma é da Europa, a Itália. 46% dos católicos de todo o mundo estão na América Latina; as Filipinas possuem mais católicos do que a Itália; o Brasil é o país do mundo com o maior número de católicos; a África possui 120 milhões de católicos. Mesmo assim 35% dos cardeais votantes ou representam oficialmente uma diocese italiana ou trabalham para a administração do Vaticano, a Cúria.
| 2005       | 17,09 |
| ---------- | ----- |
| 1978 (Out) | 22,5  |
| 1978 (Ago) | 22,8  |
| 1963       | 35,36 |
| 1958       | 35,8  |
| 1939       | 54,8  |
| 1922       | 51,6  |
| 1914       | 50,76 |
| 1903       | 56,25 |

### Lista daqueles consideradospapabile
Um grande número de homens foram mencionados como possíveis sucessores:
| Nome                           | País        | Posição            | Cargo | Idade (no conclave) | Ano que tornou-se cardeal |
| ------------------------------ | ----------- | ------------------ | --- | ------------------- | ------------------------- |
| Joseph Ratzinger               | Alemanha    | Cardeal-Bispo      | Último responsável pela Congregação pela Doutrina da Fé                                                    | 78                  | 1977                      |
| Angelo Sodano                  | Itália      | Cardeal Bispo      | Último Secretário de Estado do Vaticano                                                                    | 77                  | 1991                      |
| Alfonso López Trujillo         | Colômbia    | Cardeal Bispo      | Último presidente do Pontifício Conselho para a Família                                                    | 69                  | 1983                      |
| Giovanni Battista Re           | Itália      | Cardeal Bispo      | Último Prefeito de Congregação para os Bispos Último Prefeito de Pontifícia Comissão para a América Latina | 71                  | 2001                      |
| Godfried Danneels              | Bélgica     | Cardeal-Presbítero | Arcebispo de Mechelen - Bruxelas                                                                           | 72                  | 1983                      |
| Jean-Marie Lustiger            | França      | Cardeal Padre      | Arcebispo de Paris aposentado                                                                              | 78                  | 1983                      |
| Francis Arinze                 | Nigéria     | Cardeal Padre      | Último Prefeito de Congregação para o Culto Divino e Disciplina dos Sacramentos                            | 72                  | 1985                      |
| Miloslav Vlk                   | Chéquia     | Cardeal Padre      | Arcebispo de Praga                                                                                         | 72                  | 1994                      |
| Dionigi Tettamanzi             | Itália      | Cardeal Padre      | Arcebispo de Milão                                                                                         | 71                  | 1998                      |
| Christoph Schönborn, O.P.      | Áustria     | Cardeal Padre      | Arcebispo de Viena                                                                                         | 60                  | 1998                      |
| Norberto Rivera Carrera        | México      | Cardeal Padre      | Arcebispo da Cidade do México                                                                              | 62                  | 1998                      |
| Ivan Dias                      | Índia       | Cardeal Padre      | Arcebispo de Mumbai                                                                                        | 69                  | 2001                      |
| Geraldo Majella Agnelo         | Brasil      | Cardeal Padre      | Arcebispo de Salvador (Bahia)                                                                              | 71                  | 2001                      |
| Oscar Andrés Rodríguez, S.D.B. | Honduras    | Cardeal Padre      | Arcebispo de Tegucigalpa                                                                                   | 62                  | 2001                      |
| Juan Luis Cipriani Thorne      | Peru        | Cardeal Padre      | Arcebispo de Lima                                                                                          | 61                  | 2001                      |
| Cláudio Hummes, O.F.M.         | Brasil      | Cardeal Padre      | Arcebispo de São Paulo                                                                                     | 70                  | 2001                      |
| Jorge Mario Bergoglio, S.J.    | Argentina   | Cardeal Padre      | Arcebispo de Buenos Aires (futuro Papa Francisco)                                                          | 68                  | 2001                      |
| José da Cruz Policarpo         | Portugal    | Cardeal Padre      | Patriarca de Lisboa                                                                                        | 69                  | 2001                      |
| Severino Poletto               | Itália      | Cardeal Padre      | Arcebispo de Turim                                                                                         | 72                  | 2001                      |
| Cormac Murphy-O'Connor         | Reino Unido | Cardeal Padre      | Arcebispo de Westminster                                                                                   | 72                  | 2001                      |
| Lubomyr Husar                  | Ucrânia     | Cardeal Padre      | Arcebispo-Maior de Lviv                                                                                    | 72                  | 2001                      |
| Angelo Scola                   | Itália      | Cardeal Padre      | Patriarca de Veneza                                                                                        | 63                  | 2003                      |
| Ennio Antonelli                | Itália      | Cardeal Padre      | Arcebispo de Florença                                                                                      | 68                  | 2003                      |
| Tarcisio Bertone, S.D.B.       | Itália      | Cardeal Padre      | Arcebispo de Genova                                                                                        | 70                  | 2003                      |
| Peter Kodwo Appiah Turkson     | Gana        | Cardeal Padre      | Arcebispo de Costa do Cabo                                                                                 | 56                  | 2003                      |
| Jaime Lucas Ortega y Alamino   | Cuba        | Cardeal Padre      | Arcebispo de Havana                                                                                        | 68                  | 1994                      |
| Jaime Sin                      | Filipinas   | Cardeal Padre      | Arcebispo de Manila (aposentado)                                                                           | 76                  | 1976                      |
| Marc Ouellet, P.S.S.           | Canadá      | Cardeal Padre      | Arcebispo de Quebec                                                                                        | 60                  | 2003                      |
| Jean-Claude Turcotte           | Canadá      | Cardeal Padre      | Arcebispo de Montréal                                                                                      | 68                  | 1994                      |
| Darío Castrillón Hoyos         | Colômbia    | Cardeal-Diácono    | Último Prefeito de Congregação para o Clero                                                                | 75                  | 1998                      |
| Crescenzio Sepe                | Itália      | Cardeal Diácono    | Último Prefeito de Congregação para a Evangelização dos Povos                                              | 61                  | 2001                      |
| Walter Kasper                  | Alemanha    | Cardeal Diácono    | Último Prefeito de Pontifício Conselho para a Promoção da Unidade dos Cristãos                             | 72                  | 2001                      |

(Nota: a maioria dos cargos da Cúria Romana expiraram com a morte do último papa. Estes cardeais listados como sendo o último eram os que estavam em seus cargos até a morte de João Paulo II).

### Análise
Apenas três dos cardeais votantes no conclave (William Wakefield Baum, Joseph Ratzinger e Jaime Lachica Sin) participaram nos últimos conclaves em 1978. A Embaixada das Filipinas para o Vaticano anunciou em 6 de abril que o cardeal Sin não poderia comparecer à votação devido às suas fracas condições de saúde. Apesar de os vaticanologistas atuais dizerem que o Colégio de Cardeais atual é conservador, a história passada (os conclaves de 1878, 1903 e 1958) não apóia a teoria de que um Colégio de Cardeais, mesmo tendo sido escolhido por um papa identificado como conservador ou liberal, compartilhe a mesma visão que ele, não votando necessariamente em outro papa da mesma categoria.
Entre as previsões dos vaticanologistas estavam:
- O Colégio de Cardeais, apesar de estar com menor domínio europeu do que no passado, provavelmente não escolheria desta vez um papa africano — o último papa africano foi Papa Gelásio I, que morreu em 496 — ou um das Filipinas;
- Um candidato mais velho, cujo papado espera-se que seja menor do que um candidato mais jovem, pode demonstrar-se como uma maneira de eleger um "papa de transição", dando tempo à Igreja para considerar sobre o futuro e eleger o papa sucessor em menos tempo. Esta possibilidade também poderia funcionar em favor de uma escolha "mais segura", como o associado próximo de João Paulo II, Joseph Ratzinger (que veio a ser o eleito), na promessa de que uma escolha mais audaz seja feita na próxima vez;
- Os cardeais italianos desejavam a eleição de outro papa italiano então poderiam formar uma escolha italiana unificada, ao invés de se dividirem em facções rivais como aconteceu no segundo conclave de 1978, permitindo a eleição de um não-italiano. É fato como papas não-italianos são raros: o último a ascender à posição antes de João Paulo II foi o Papa Adriano VI há quase 500 anos (1522 - 1523);
- A escolha de um papa dos Estados Unidos era vista como improvável. Um francês também era visto como controverso, apesar de o cardeal Lustiger ter sido visto como uma possibilidade;
- Um papa latino-americano seria uma forte possibilidade, e seria o primeiro na história; os arcebispos de Buenos Aires, Havana, Cidade do México, São Paulo e Tegucigalpa eram possíveis candidatos, assim como os cardeais colombianos Trujillo e Hoyos;
- Um cardeal da Cúria Romana, cuja carreira esteve principalmente na administração na Santa Sé, poderia estar em desvantagem. Três quartos dos cardeais eleitores são cardeais pastorais e/ou arcebispos de grandes dioceses. Um cardeal que possuísse ambas carreiras na Cúria e pastorais, como Francis Arinze e Ivan Dias, poderiam conseguir apoio de ambos os lados. A língua italiana também foi identificada como habilidade relevante para a administração da Cúria, e um candidato com menos facilidade na língua poderia estar em desvantagem;
- Diferentes grupos dentro da Igreja favoreciam diferentes cardeais. A Opus Dei promovia o cardeal de direita Juan Luis Cipriani Thorne, o arcebispo de Lima; algumas ordens católicas como os jesuítas viam Jorge Mario Bergoglio de Buenos Aires como a melhor escolha. Se eleito, Bergoglio seria o primeiro papa jesuíta.

### Análise histórica
Três pontos são importantes:
- Primeiro, os cardeais não estavam restritos a votar somente entre eles. Em teoria, qualquer homem praticante da religião católica romana, e certamente qualquer membro de seu clero, poderiam ser eleitos. Enquanto isso estas possibilidades são pouquíssimas (o último homem não-cardeal na época de sua eleição foi o Papa Urbano VI, que serviu de 1378 a 1389). Rumores dizem que Giovanni Montini (mais tarde Papa Paulo VI) recebeu mesmo alguns votos no conclave de 1958, mesmo sendo naquela época apenas Arcebispo de Milão, tendo o chapéu vermelho negado sem maiores explicações pelo Papa Pio XII. É possível que algum arcebispo que os cardeais acreditavam que deveria ter sido indicado por Papa Pio XII e não foi, possivelmente porque o papa esteve muito doente ultimamente para indicá-lo, pudesse ser escolhido;
- Em segundo, os cardeais eleitores sempre podem escolher um dos cardeais que não podem votar (os que possuem mais de 80 anos de idade). A razão desta escolha poderia ser que não chegaram a um acordo entre os candidatos mais jovens. Um passo radical como um papa africano ou latino-americano poderia ser aliviado tentando assegurar que o novo pontificado seria relativamente curto, escolhendo um dos cardeais mais velhos;
- Por último, e nem por isso menos importante, os cardeais papabile não são sempre eleitos papa. Como já dizia o antigo ditado "Quem entra no conclave papabile, costuma sair cardinale", um homem que entra no conclave certo de sua vitória na eleição muitas vezes acaba não sendo eleito papa. Em 1978, Sergio Pignedoli, que foi visto como forte concorrente para o papado, chegou a fazer uma dieta para caber nos trajes de papa (que são feitos antes do próximo papa ser eleito). Mas ao invés dele ser eleito, Albino Luciani, que estava tão convencido que não seria eleito que nem chegou a cortar seu cabelo (como seu retrato oficial mostrou na época) e cujos pés estavam tão inchados que não pôde usar novos sapatos comprados para ele por sua família, foi eleito.

## Indiscrições e hipóteses nas cédulas
O especialista do Vaticano Lucio Brunelli, no periódico Limes, publicou as anotações de um cardeal anônimo a respeito dos votos das várias cédulas. A mesma contagem foi seguida por outros especialistas do Vaticano, incluindo Andrea Tornielli e Marco Tosatti. Sandro Magister, no entanto, questiona o mérito desses dados.
O vaticanista americano John L. Allen Jr., em seu livro A ascensão de Bento XVI, ligando os testemunhos de oito cardeais, apresenta uma versão totalmente diferente, alegando que o crescimento dos votos em Ratzinger nunca teria uma oposição real. Ocorreu a adição de um certo número de preferências em Bergoglio, mas sem delinear de forma alguma uma alternativa. Além disso, apesar do rótulo de "progressista", Bergoglio era um defensor da eleição de Ratzinger desde antes do conclave.
Segundo Brunelli, os votos do conclave seriam os seguintes:

### Noite de 18 de abril

#### Primeira votação
| cardeais                  | voto |
| ------------------------- | ---- |
| Joseph Ratzinger          | 47   |
| Jorge Mario Bergoglio     | 10   |
| Carlo Maria Martini       | 9    |
| Camillo Ruini             | 6    |
| Angelo Sodano             | 4    |
| Óscar Rodríguez Maradiaga | 3    |
| Dionigi Tettamanzi        | 2    |
| Giacomo Biffi             | 1    |
| outros                    | 33   |

### Manhã de 19 de abril

#### Segunda votação
| cardeais              | voto |
| --------------------- | ---- |
| Joseph Ratzinger      | 65   |
| Jorge Mario Bergoglio | 35   |
| Angelo Sodano         | 4    |
| Dionigi Tettamanzi    | 2    |
| Giacomo Biffi         | 1    |
| Outros                | 8    |

#### Terceira votação
| cardeais               | voto |
| ---------------------- | ---- |
| Joseph Ratzinger       | 72   |
| Jorge Mario Bergoglio  | 40   |
| Darío Castrillón Hoyos | 1    |
| Outros                 | 2    |

### Tarde de 19 de abril

#### Quarta votação
| cardeais              | voto             |
| --------------------- | ---------------- |
| Joseph Ratzinger      | 84 (eleito papa) |
| Jorge Mario Bergoglio | 26               |
| Christoph Schönborn   | 1                |
| Bernard Francis Law   | 1                |
| Giacomo Biffi         | 1                |
| outros                | 2                |

### Artigos de notícias
- Jornal Nacional: "Conclave começa no próximo dia 18" (6 abr. 2005)
- CorreioWeb: "Cardeais reúnem em conclave dia 18" (6 abr. 2005)
- Jornal de Notícias: "Conclave agendado para o dia 18"
- Yahoo! Brasil: "Menos enclausurante, conclave terminará com badalar de sinos" (5 abr. 2005)
- Último Segundo: "Conclave pode ter 'cardeal secreto'" (2 abr. 2004)

### Em inglês
- How a pope is elected (BBC)
- Conclave procedures (TIME)
- Papabile, a blog covering the next conclave
- Papal Conclaves – News about Conclaves and Papal Events
- American Catholic - Choosing a New Pope, Papal Conclave